# فردریش بایر
فردریش بایر (آلمانی: Friedrich Bayer; ۶ ژوئن ۱۸۲۵ زاده در ووپرتال – ۶ مهٔ ۱۸۸۰فوت در وورتسبورگ) کارآفرین، بازرگان و مدیر ارشد اجرایی آلمانی بود، که در سال ۱۸۶۳ شرکت بایر را تأسیس نمود. نام این شخص در اصل Beyer بود و به دلیل اینکه بازرگانی شیاد با همین اسم در شهر لایپزیک از این نام استفاده می‌کرد نام خود را به Bayer تغییر داد. Beyer از Bejer گرفته شده و در زبان محلی ساکسونی (خاستگاه خانواده بایر) قصه گو معنی دارد.